# Natalis Delamorlière
Natalis Delamorlière est un homme politique français né le 22 décembre 1769 à Amiens (Somme) et décédé le 3 décembre 1842 au même lieu.
Capitaine d'infanterie en retraite, il est député de la Somme en 1815, pendant les Cent-Jours.

## Sources
- « Natalis Delamorlière », dans Adolphe Robert et Gaston Cougny, Dictionnaire des parlementaires français, Edgar Bourloton, 1889-1891 [détail de l’édition]